# Asara
Asara (farsi آسارا) è una città dello shahrestān di Karaj, circoscrizione di Asara, nella provincia di Alborz in Iran. Si trova a nord di Teheran, sui monti Elburz lungo la strada che collega la capitale iraniana a Chalus.